# فورون جنوبي
فورون جنوبي (الاسم العلمي: Phoronis australis) هو نوع من الحيوانات يتبع جنس الفورون من الديدان الحدوية.